# Laboratorium voor Grondmechanica
Het Laboratorium voor Grondmechanica (LGM) was tussen 1934 en 2008 het Nederlands wetenschappelijk instituut op het gebied van grondmechanica, geo-engineering en geo-ecologie, verbonden aan de Technische Universiteit in Delft. Het stond vanaf 1986 bekend als Grondmechanica Delft (GD) en vanaf 1999 als GeoDelft. In 2008 is GeoDelft overgegaan in het instituut Deltares.

## Doel
Het Laboratorium voor Grondmechanica was een Groot Technologisch Instituut (GTI) en had daarmee de taak om geotechnische kennis te verwerven, te genereren en uit te dragen. Het deed onder meer onderzoek aan de slappe grondsoorten die in Nederland veel voorkomen, zoals klei en veen en ook naar sterkere grondsoorten zoals zand. Ook deed het instituut onderzoek naar het construeren in de grond en met grond, en het beheersen van de geo-ecologische gevolgen. Het instituut had een belangrijke adviserende rol bij de totstandkoming van de Deltawerken.

## Geschiedenis
Het Laboratorium voor Grondmechanica werd in 1934 opgericht door de Stichting Waterbouwkundig Laboratorium, ressorterend onder het Ministerie van Waterstaat, op initiatief de Delftse hoogleraren Albert Sybrandus Keverling Buisman en Gerrit Hendrik van Mourik Broekman. Zij verzelfstandigden daarmee de grote behoefte aan wetenschappelijk onderbouwde adviezen voor overheid en bedrijfsleven, onder de voorwaarde dat de hoogleraren en studenten van de voorzieningen gebruik mochten blijven maken. Directe aanleiding was een onderzoek naar de bodemgesteldheid als gevolg van de Treinramp bij Weesp. Het laboratorium was tot 1955 gevestigd in de kelder van het gebouw voor Weg- en Waterbouwkunde aan het Oostplantsoen in Delft.
In 1948 bezocht een groep, waaronder Karl von Terzaghi, samen met de opmerkelijke Britse ingenieurs Alec Skempton en Rudolph Glossop, het laboratorium tijdens de 2e Internationale Conferentie over Grondmechanica en Funderingstechniek (Rotterdam). De groep kreeg een rondleiding door het laboratorium van de directeur, Emmericus Carel Willem Adriaan 'Wim' Geuze, en T.K. Huizinga. Glossop was onder de indruk van zowel de omvang van het laboratorium als van de beschikbare apparatuur, waarbij hij opmerkte dat de testsystemen door professor Buisman op een andere manier waren ontwikkeld dan die in Terzaghi's laboratorium aan Harvard-universiteit.
Medio 1986 werd de naam van het laboratorium gemoderniseerd in Grondmechanica Delft (GD). Met ingang van 8 april 1999 werd de naam verkort tot GeoDelft. In het streven kennis met soortgelijke instituten te bundelen ging GeoDelft op 1 januari 2008 samen met WL - Delft Hydraulics, TNO business unit Bodem en Grondwater en delen van Rijkswaterstaat over in het instituut Deltares.
1. ↑  (en) Niechcial, Judith (2002). A Particle of Clay: The Biography of Alec Skempton, Civil Engineer. Whittles. ISBN 978-1-870325-84-4.
2. ↑  (en)  (1975-12). British Geotechnical Society Twenty-fifth Anniversary Report. Géotechnique  25 (4): 629–656. ISSN:0016-8505. DOI:10.1680/geot.1975.25.4.629.
3. ↑  (en) Burland, J. B.  (2008-06). The founders of Géotechnique. Géotechnique  58 (5): 327–341. ISSN:0016-8505. DOI:10.1680/geot.2008.58.5.327.